# Kelurahan Tanjung (administrativ by i Indonesien, Nusa Tenggara Barat, lat -8,45, long 118,72)
Kelurahan Tanjung är en administrativ by i Indonesien.   Den ligger i provinsen Nusa Tenggara Barat, i den centrala delen av landet, 1 300 km öster om huvudstaden Jakarta.